# Eurysquilla crosnieri
Eurysquilla crosnieri is een bidsprinkhaankreeftensoort uit de familie van de Eurysquillidae. De wetenschappelijke naam van de soort is voor het eerst geldig gepubliceerd in 1991 door Moosa.